# Toronto Metros-Croatia 1975
Questa pagina raccoglie i dati riguardanti i Toronto Metros-Croatia nelle competizioni ufficiali della stagione 1975.

## Stagione
I Metros, in crisi economica, per la stagione 1975 si fusero con il Toronto Croatia, squadra in quel momento in grande ascesa nella National Soccer League canadese, e vennero affidati a Ivan Marković, allenatore jugoslavo di esperienza, proveniente dalla Dinamo Zagabria.
La rosa venne costruita integrando alcuni giocatori dei Metros nella rosa del Croatia. In più vennero ingaggiati calciatori provenienti da Italia e Jugoslavia.
La squadra, giunta seconda nella propria divisione, si fermò ai quarti dei play-off per il titolo, sconfitta dai futuri campioni del T.B. Rowdies.

## Organigramma societario
Area direttiva
Area tecnica
- Allenatore: Ivan Marković

## Rosa
| N. |                       | Ruolo | Calciatore         |
| -- | --------------------- | ----- | ------------------ |
| 1  | Canada (bandiera)     | P     | Željko Bilecki     |
| 2  | Jugoslavia (bandiera) | D     | Damir Šutevski     |
| 3  | Scozia (bandiera)     | D     | Brian Rowan        |
| 3  | Jugoslavia (bandiera) | D     | Ernest Major       |
| 4  | Jugoslavia (bandiera) | C     | Marijan Bradvić    |
| 4  | Jugoslavia (bandiera) | D     | Mirsad Cehaic      |
| 5  | Jugoslavia (bandiera) | D     | Miralem Fazlić     |
| 6  | Jugoslavia (bandiera) | D     | Ibrahim Arslanović |
| 6  | Scozia (bandiera)     | C     | Ian McPhee         |
| 7  | Canada (bandiera)     | C     | Gene Strenicer     |
| 8  | Italia (bandiera)     | C     | Roberto Vieri      |
| 8  | Jugoslavia (bandiera) | A     | Emir Jusić         |
| 9  | Jugoslavia (bandiera) | A     | Ivan Lukačević     |

| N.    |                        | Ruolo | Calciatore     |
| ----- | ---------------------- | ----- | -------------- |
| 9     | Giamaica (bandiera)    | C     | Corcel Blair   |
| 10    | Jugoslavia (bandiera)  | A     | Bruno Pilaš    |
| 10/15 | Italia (bandiera)      | C     | Marino Perani  |
| 11    | Brasile (bandiera)     | A     | Ivair Ferreira |
| 11    | Jugoslavia (bandiera)  | A     | Alija Solak    |
| 12    | Canada (bandiera)      | A     | Peter Roe      |
| 14    | Jugoslavia (bandiera)  | A     | Boris Psaker   |
| 15    | Canada (bandiera)      | C     | Tim Burns      |
| 16    | Inghilterra (bandiera) | A     | John Coyne     |
| 17    | Jugoslavia (bandiera)  | D     | Jerko Granic   |
| 17/19 | Jugoslavia (bandiera)  | A     | Goran Peric    |
| 18    | Polonia (bandiera)     | D     | Tadeusz Polak  |
| 22    | Canada (bandiera)      | P     | Jack Brand     |